# Shimoiida (metropolitana di Yokohama)
Shimoiida (下飯田駅?, Shimoiida-eki) è una stazione della metropolitana di Yokohama che si trova nel quartiere di Izumi-ku, a Yokohama, ed è servita dalla linea blu. L'area circostante la stazione è ancora in fase di sviluppo, con diversi terreni non edificati, e questi fattori giustificano l'ancora basso tasso di utilizzo della stazione.

## Linee
Metropolitana di Yokohama
 Linea blu (linea 4)

## Struttura
La stazione è realizzata sottoterra, ma è molto superficiale, in quanto il mezzanino è contenuto in un edificio al livello del terreno, e il piano del ferro è immediatamente sotto di esso. La stazione dispone di una banchina a isola con due binari passanti, protetti da porte di banchina a mezza altezza.
| 1 | Linea blu |  | per Shōnandai                       |
| 2 | Linea blu |  | per Yokohama, Center-Kita e Azamino |

## Stazioni adiacenti
| «         | Servizio  | »         |
| Linea Blu | Linea Blu | Linea Blu |
| --------- | --------- | --------- |
| Tateba    | -         | Shōnandai |